# Megachile seducta
Megachile seducta är en biart som beskrevs av Mitchell 1934. Megachile seducta ingår i släktet tapetserarbin, och familjen buksamlarbin. Inga underarter finns listade i Catalogue of Life.